# Negociación de rehenes

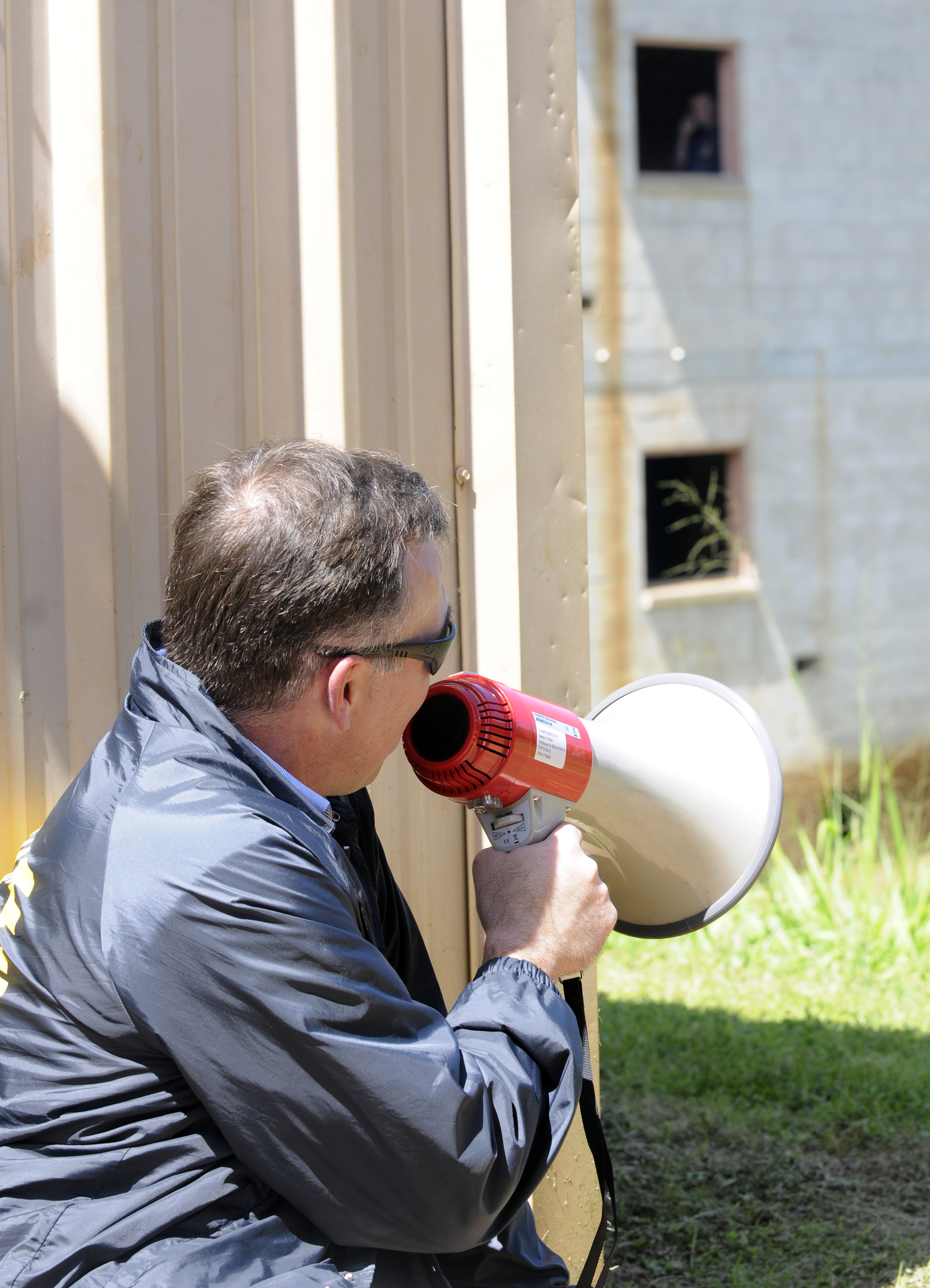
Un agente especial de la unidad de investigación criminal del ejército estadounidense durante un ejercicio, negociando la liberación de rehenes.

La negociación en caso de toma de rehenes, negociación de toma de rehenes o sencillamente negociación de rehenes (o con rehenes), que a su vez puede abarcar el término negociación en casos de secuestro (con matices a veces distintas), es la práctica que se utiliza por los profesionales de las fuerzas de seguridad y del orden para dialogar con los responsables de la toma de rehenes (conocidos como sujetos o perpetradores) con el fin de llevar a buen puerto la liberación de estos últimos y evitar la pérdida de vidas.
En algunos países estas prácticas forman parte de los cometidos de los equipos de negociación de crisis, que abarcan una diversidad de situaciones que requieren de una negociación profesional (como los intentos de suicidio, motines en centros penitenciarios o actos de terrorismo). El negociador de rehenes también puede formar parte de una unidad que incluye además a equipos tácticos como el de rescate de rehenes o contraterrorismo.

## Formación
La negociación de rehenes requiere de una capacitación especial de los profesionales que habitualmente pasarán a dedicarse exclusivamente a este ámbito profesional. De ellos se espera que reúnan ciertas características, como la agilidad mental, empatía, paciencia, capacidad de improvisación, capacidad de diálogo, buen manejo bajo presión y buena presencia. Debido a que en muchos casos los perpetradores son personas violentas, las negociaciones suelen desarrollarse en condiciones a veces muy sensibles y complicadas, que ejercen mucha presión sobre el equipo de negociación y especialmente sobre la persona encargada.

### Modelo escalado de conducta variable
Originalmente desarrollado por la Unidad de Análisis de Conducta del FBI, este modelo (en inglés Behavioral Change Stairway Model) es uno de los más utilizados en situaciones de toma de rehenes. Según este modelo, el negociador de rehenes debe seguir todas y cada una de las siguientes pautas:
1. Atención activa: Entender la psicología del sujeto y hacerle saber que está siendo escuchado.
2. Empatía: Entender sus problemas y sentimientos.
3. Compenetración: Compartir con el sujeto los sentimientos del negociador para generar confianza.
4. Influencia: Una vez alcanzado el nivel de confianza, la recomendación de posibles soluciones a los problemas manifestados.
5. Variación de la conducta: Acción por parte del sujeto, que en el mejor de los casos podría concluirse en su rendición y entrega.

Una de las claves de este modelo es no intentar nunca conseguir la variación de la conducta antes de establecer el nivel deseado de compenetración.

### En la academia
En algunos centros universitarios, la negociación de rehenes forma parte de ciertas carreras con enfoque en la investigación, análisis y desarrollo de técnicas.

## Situaciones concretas

### Terrorismo
En casos de rehenes tomados por terroristas, en algunos países los profesionales encargados pertenecen a unidades especializadas en contraterrorismo, si bien en otros casos son los mismos equipos que se encargan de todos los ámbitos de secuestro y toma de rehenes, ya que los principios psicológicos son los mismos (aunque con una motivación y objetivos muy distintos).

### Ámbito militar
Aunque la toma de rehenes podría tener lugar en el plano militar, no se trata del tipo de negociaciones que se llevan entre los gobiernos con el fin de alcanzar un intercambio mutuo de rehenes o una recompensa a cambio de la devolución de rehenes y prisioneros de guerra. Si bien, existen también situaciones en el ámbito militar en las que un soldado es secuestrado o amenazado sobre el campo, lo cual requiere de le intervención de una unidad militar, coloquialmente conocida como Unidad de Intervención.